# Ben Vorlich (Loch Lomond)
Der Ben Vorlich ist ein 943 m (3.094 ft) hoher Berg in Schottland. Sein gälischer Name Beinn Mhùrlaig  bedeutet ungefähr Berg oder Hügel der Bucht. Der Berg ist die nördlichste Erhebung der Arrochar Alps. Diese Berggruppe liegt zwischen dem nördlichen Ende von Loch Long und dem Westufer von Loch Lomond in den südlichen Highlands im Loch Lomond and the Trossachs National Park. Von der Hauptgruppe der Arrochar Alps mit dem Ben Arthur, dem Beinn Ìme und dem Ben Vane ist der Ben Vorlich durch Loch Sloy und das diesen Stausee entwässernde Inveruglas Water getrennt. Der über dem Westufer von Loch Lomond aufragende Ben Vorlich ist als Munro eingestuft.
Zwischen Loch Sloy und Loch Lomond bildet der Ben Vorlich ein langgezogenes, in Nord-Süd-Richtung verlaufendes Bergmassiv mit drei Gipfeln, von denen der südliche mit einem trigonometrischen Punkt markiert ist, aber mit 941 Metern zwei Meter niedriger als der in der Mitte liegende Hauptgipfel ist. Der nördliche Gipfel ist mit 931 Metern etwas niedriger. Während der Berg zum Loch Sloy hin steil abfällt, bildet die Westseite einen hügeligen und felsigen, zum steilen Ufer von Loch Lomond abfallenden breiten Grat, der als Little Hills bezeichnet wird. Durch den Berg verlaufen Druckleitungen, die das in Loch Sloy aufgestaute Wasser zur Sloy Power Station leiten, die am Fuß des Ben Vorlich am Ufer von Loch Lomond liegt. Ebenfalls am schmalen Uferstreifen verlaufen die West Highland Line und die A82.
Zustiegsmöglichkeiten bestehen sowohl von Süden, ausgehend von der Sloy Power Station durch das Tal des Inveruglas Water wie auch von Norden aus Richtung der kleinen Ortschaft Ardlui an der West Highland Line durch ein südlich des Bahnhofs liegendes Tal. Ein weiterer Aufstieg führt von der Ansiedlung Ardvorlich am Ufer von Loch Lomond nach Westen über die Little Hills zum Gipfel.

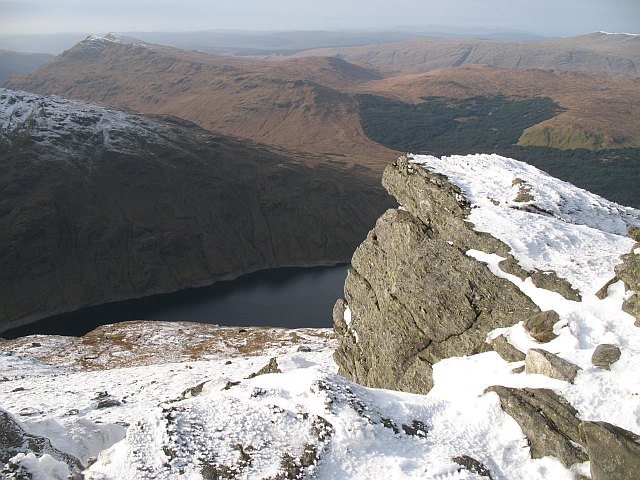
Blick vom Gipfel des Ben Vorlich nach Süden, unterhalb des Bergs liegt Loch Sloy
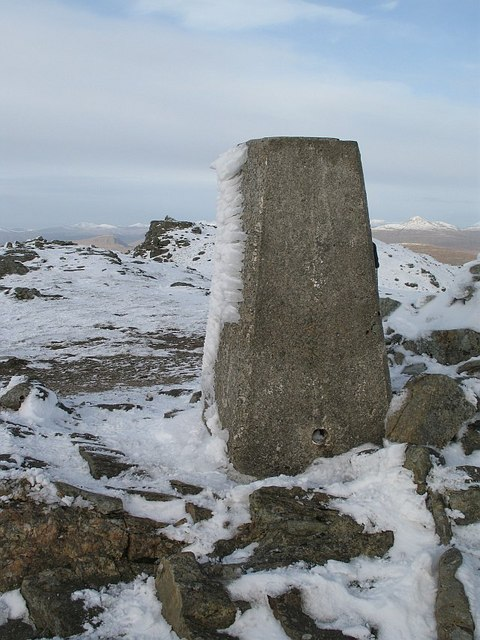
Der trigonometrische Punkt auf dem südlichen Gipfel des Ben Vorlich, der zwei Meter niedriger als der höchste Punkt ist.